# The Best Years
The Best Years est une série télévisée canadienne en 21 épisodes de 42 minutes créée par Aaron Martin et diffusée entre le 22 mai 2007 et le 15 mai 2009 sur le réseau Global.
En France, elle a été diffusée à partir du 16 mars 2008 sur Filles TV puis rediffusée sur Virgin 17 et au Québec à partir du 31 août 2009 sur Séries+.

## Synopsis
Après des années de galère en familles d'accueil, l'orpheline Samantha Best obtient une bourse pour rentrée dans la prestigieuse université de Boston. Elle se retrouve à fréquenter une star du basket boursier comme elle. Et se fait des amis comme une star de cinéma, un barman branché et sa colocataire qui vient de la haute société. Tout n'est pas toujours rose, mais ils deviennent SA famille !

## Distribution

### Acteurs principaux
- Charity Shea (en) (VF : Fanny Roy) : Samantha Best
- Jennifer Miller (VF : Alice Ley) : Kathryn Klarner
- Randal Edwards (arz) (VF : Christophe Hespel) : Noah Jensen
- Brandon Jay McLaren (VF : Mathieu Moreau) : Devon Sylver (saison 1, invité saison 2)
- Niall Matter (VF : Pablo Hertsens) : Trent Hamilton (saison 1)
- Athena Karkanis (VF : Marcha Van Boven) : Dawn Vargaz (saison 1)
- Tommy Lioutas (VF : Aurélien Ringelheim) : Rich Powell (saison 2, invité saison 1)
- Michael Xavier : Delman (saison 2)
- Nadiya Chettiar : Poppi Bansal (saison 2)
- Mishael Morgan (en) : Robyn Crawford (saison 2)

### Acteurs récurrents
- Sherry Miller (VF : Rosalia Cuevas) : Dorothy O'Sullivan (15 épisodes)
- Alan Van Sprang (VF : Lionel Bourguet) : Lee Campbell (saison 1, 11 épisodes)
- Ashley Morris (VF : Dominique Wagner) : Shannon Biel (saison 1, 9 épisodes)
- Lauren Collins : Alicia O'Sullivan (8 épisodes)
- Ron Lea (VF : Daniel Nicodéme) : Pr Fisher (saison 1, 7 épisodes)
- Siu Ta (VF : Sophie Landresse) : Cynthia Song (saison 1, 6 épisodes)
- Marek Posival (en) : Boris Motryovich (6 épisodes)
- Yanna McIntosh (VF : Nathalie Hons) : Mme Dymond (6 épisodes)
- Chris Gallinger : Beau Beecham (saison 1, 6 épisodes)
- Michael Thai Nguyen : Study Steve (6 épisodes)
- Gabriel Hogan : Patrick Ferrell (saison 1, 5 épisodes)
- Deborah Odell : Pr Elizabeth Grant (saison 1, 5 épisodes)
- Matt Steinberg (VF : Sébastien Hébrant) : Darryl Finklestein (saison 1, 5 épisodes)
- Michael Rawlins : Coach Gray (saison 1, 4 épisodes)
- Ashley Newbrough : Sloane McCarthy (saison 1, 4 épisodes)
- Dillon Casey : Brandon Zimmerman (saison 1, 4 épisodes)
- Evan Buliung (en) : Pr Warren (saison 1, 4 épisodes)

### Invités
- Meredith Henderson : Hillary Dunbar (saison 1, épisodes 2 et 8)
- Jean Yoon (en) (VF : Isabelle Loison) : Mme Song (saison 1, épisodes 4, 6 et 7)
- Chantelle Chung : Kimmy Song (saison 1, épisodes 4 et 6)
- Cassie Steele : Lucy Ramirez-Montoya (saison 1, épisodes 4, 7 et 8)
- Jovanni Sy : Pr Song (saison 1, épisodes 5 et 6)
- Julie Khaner (en) : Ilana Beecham (saison 1, épisodes 8 et 12)
- Jim Mezon : Mr Hamilton (saison 1, épisodes 11 et 12)
- Clé Bennett : Billy Marshall (saison 1, épisodes 12 et 13)
- Kristina Maharaj : Nabila (saison 1 épisode 12 + saison 2 épisode 8)
- Simon Wong : Jae Hun (saison 2, épisodes 2 et 5)
- Jamie Bloch : Molly (saison 2, épisodes 2 et 3)
- Corey Sevier : Jake (saison 2, épisode 4 à 6)

- Version française
  - Société de doublage : Dubbing Brothers[4]
  - Direction artistique : Laurent Vernin[4]
  - Adaptation des dialogues : Laurence Fattaley[4]

Source VF : Doublage Séries Database

## Épisodes

### Première saison (2007)
1. Vertigo (Vertigo)
2. Vengeances (Notorious)
3. Que la meilleure gagne (It Should Happen To You)
4. Amour et calendriers (From Here to Eternity)
5. Joyeuse Halloween (Secrets and Lies)
6. Une vie voilée (Girl, Interrupted)
7. Réapparition (Shadow of a Doubt)
8. La Dernière Carte (All That Heaven Allows)
9. Braquage (Reality Bites)
10. Mauvaise surprise (Cruising)
11. Deal au Colony (Guess Who's Coming to Dinner)
12. Les Liens du sang (Five Easy Pieces)
13. Maman très chère (Mommy Dearest)

### Deuxième saison (2009)
1. Retour à la réalité (Dangerous Liaisons)
2. Les Grandes Espérances de Samantha (Documentary)
3. Pour l'amour de l'art (Dermabrasion)
4. Des cœurs différents (Different Hearts)
5. Surprises (Destiny)
6. Triangle amoureux (Duluth, Minnesota)
7. Prises de conscience (Debtor's Prison)
8. Le Pacte (Delirious)

## Commentaires
La série a été tournée sur le campus de l'Université de Guelph situé à Guelph en Ontario ainsi qu'à l'Université de Toronto.